# کیمبرلی، شهرستان مونونگالیا، ویرجینیای غربی
کیمبرلی (به انگلیسی: Kimberly) یک منطقهٔ مسکونی در ایالات متحده آمریکا است که در شهرستان مونونگالیا، ویرجینیای غربی واقع شده‌است.